# Stationnement en Lincoln

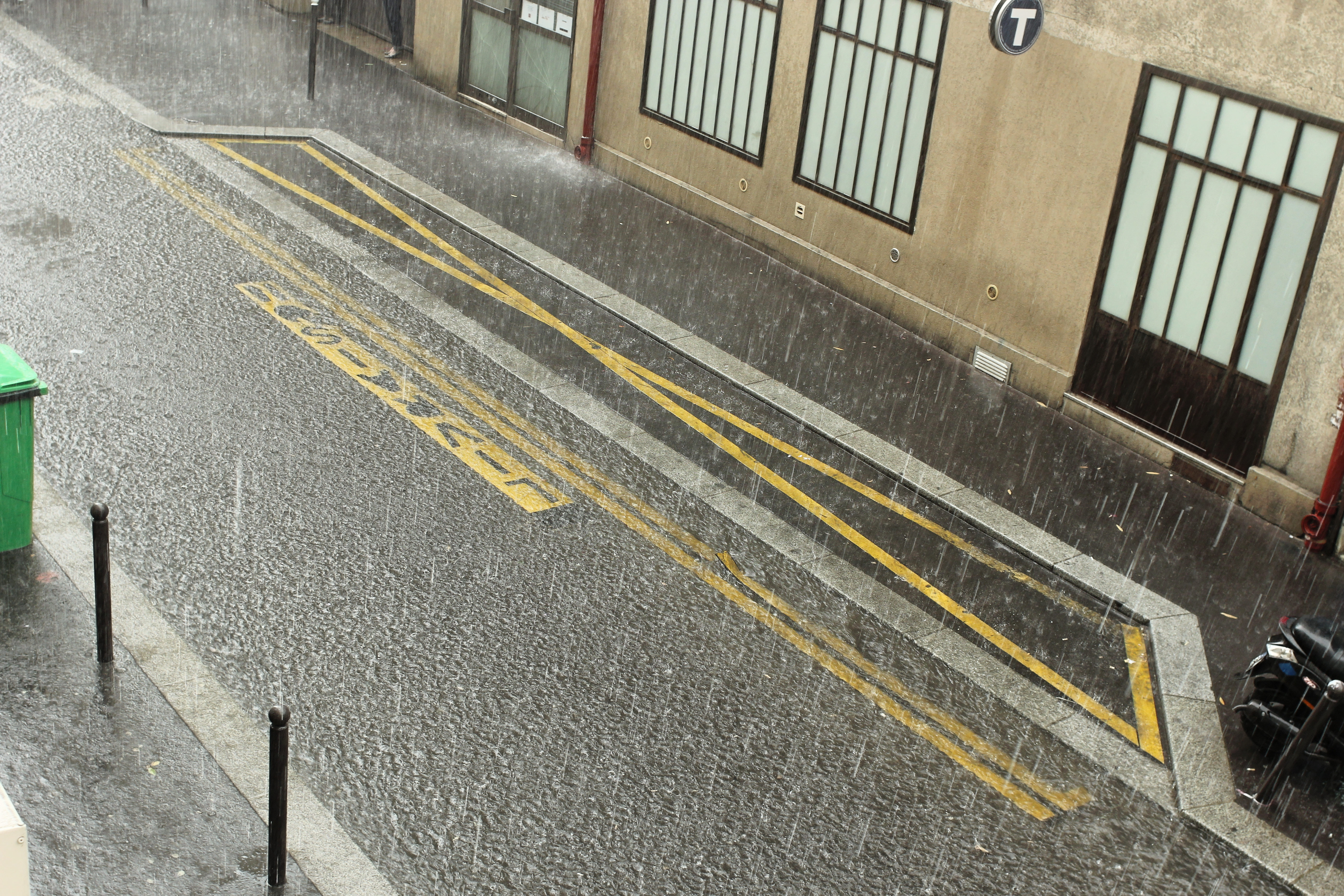
Emplacement de livraisons en Lincoln.

Un stationnement en Lincoln est une forme de stationnement en long utilisant une découpe du trottoir par une série d'encoches. Cet aménagement doit son nom à la rue Lincoln à Paris où les premiers aménagements de ce type ont été réalisés.
Le stationnement en Lincoln peut être disposé en ligne.
Le stationnement Lincoln résulte de l'évolution de l'application d'une réglementation parisienne qui n'a pas évolué: La mise en site propre de certains couloirs de bus, a ainsi conduit à de nouveaux dispositifs de stationnement dénommés lincoln ou demi-lincoln, pour faciliter et sécuriser les livraisons.

## Réglements
1. ↑  « Lincoln - Glossaire du stationnement et de la mobilité - SARECO - Mobilité et Stationnement », sur sareco.eu (consulté le 14 novembre 2020)
2. ↑  http://www.prefectures-regions.gouv.fr/content/download/14001/97533/file/PA08_programme_V1.pdf
3. ↑  http://www.driea.ile-de-france.developpement-durable.gouv.fr/IMG/pdf/transport67_rglmt_europ_cle0f1dc5.pdf